# Erik Satie
Erik Satie, właśc. Éric Alfred Leslie Satie (ur. 17 maja 1866 w Honfleur, zm. 1 lipca 1925 w Paryżu) – francuski kompozytor.

## Twórczość

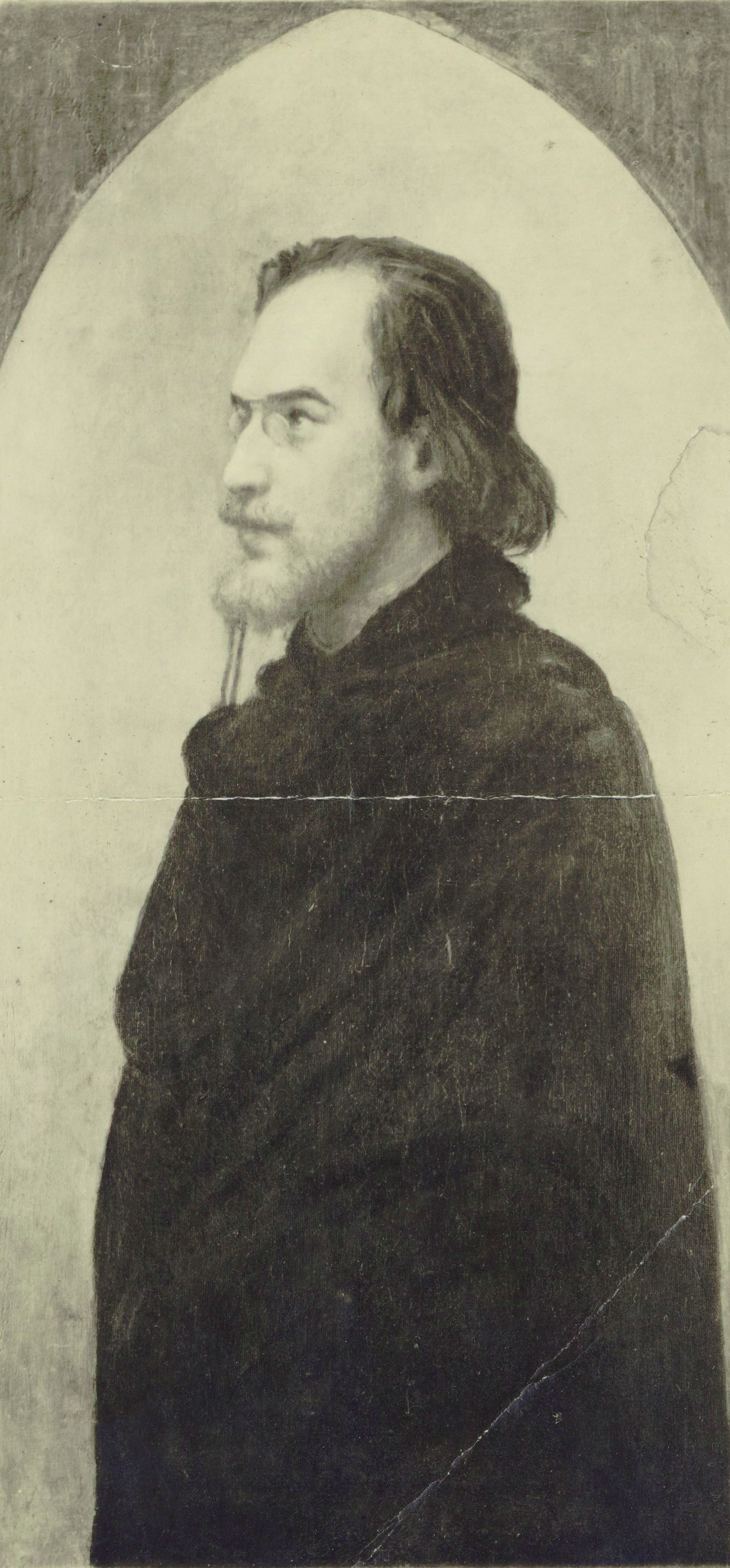
Erik Satie

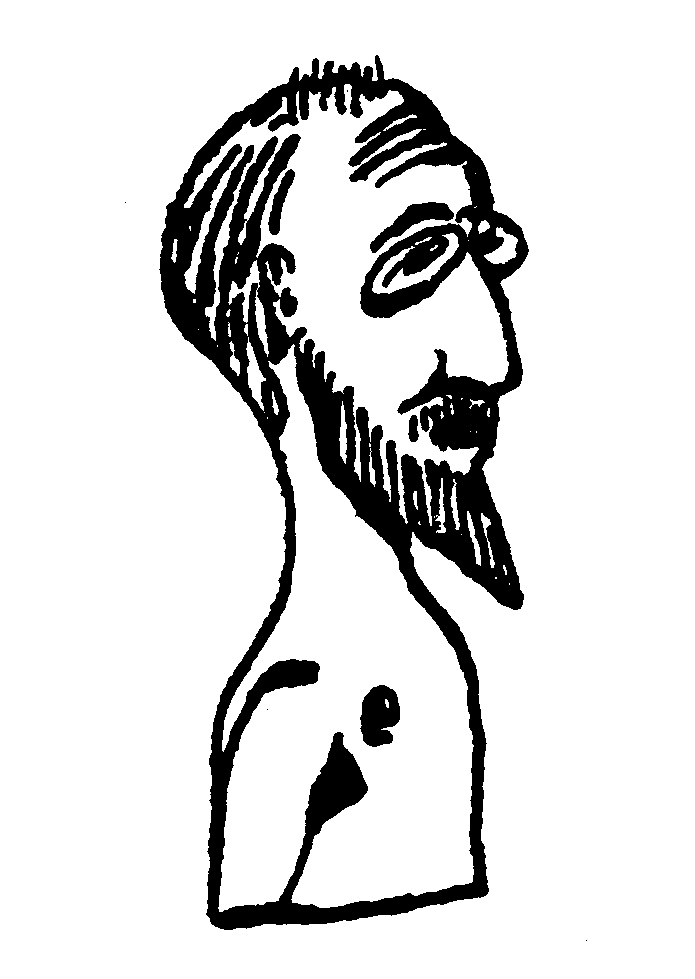
Autoportret Erika Satie

Uznawany za prekursora wielu awangardowych kierunków artystycznych oraz za najbardziej ekscentrycznego kompozytora czasów fin de siècle. Jego prowokacyjne kompozycje w duchu mrocznej, modernistycznej dekadencji, w równym stopniu fascynowały współczesnych, co bulwersowały opinię publiczną. Nazywany był przez krytyków genialnym błaznem. Charakterystyczne dla twórczości Erika Satiego są terminy muzyczne i nazwy kompozycji wymyślone przez niego samego (Gnossiennes), słowa które nie miały żadnego powiązania z muzyką (Ogives, czyli fr. „ostrołuki”) lub nawiązujące do antycznej Grecji (Gymnopédies).
Przełomowy charakter twórczości młodego Erika Satiego wynikał z wyzbycia się przez niego swoistego piętna przesadnie dramatycznych, romantycznych elementów w duchu Richarda Wagnera, pod których silnym wpływem pozostawała ówczesna muzyka europejska.
Ideałem Satie była muzyka mogąca służyć za tło do życia codziennego, będąca niejako dodatkowym meblem domowym, czyli taka, która mogłaby wpływać na nastrój człowieka, ale nie absorbować go na tyle, aby odrywać od innych zajęć. Taka muzyka była określana przez samego artystę hasłem musique d’ameublement, a obecnie uważana jest za prototyp muzaka.
Komponował dramaty sceniczne, utwory orkiestralne, instrumentalne i wokalne. Jego najbardziej znane kompozycje to:
- Gymnopédies (1888), cykl fortepianowy
- Gnossiennes (1890), cykl fortepianowy
- Parade (1917), balet
- Sokrates (1918), dramat symfoniczny

Miał opinię ekscentryka. Igor Strawinski napisał o nim, że był najokropniejszą osobą, jaką kiedykolwiek znał – i zarazem najrzadszą. Studia w paryskim konserwatorium rozpoczął Satie w 1879. Najbardziej znany jako Erik Satie (wymienił w 1884 w swoim imieniu literę „c” na „k”), przez krótki czas (pod koniec lat 80. XIX wieku) publikował artykuły pod pseudonimem „Virginie Lebeau”. Szczycił się tym, że zawsze podpisywał swoje dzieła własnym nazwiskiem.

## Wpływ na twórczość innych
Pod wpływem fascynacji twórczością Erika Satiego działała we Francji grupa kompozytorów o nazwie Les Six (Groupe de Six), w skład której wchodzili tacy kompozytorzy, jak Francis Poulenc, Arthur Honegger czy Darius Milhaud. Kompozycje Erika Satiego miały również znaczący wpływ na Claude’a Debussy’ego, amerykańskiego kompozytora Johna Cage’a oraz stanowiły silną inspirację dla Yanna Tiersena, twórcy muzyki do takich filmów, jak Amelia oraz Good Bye, Lenin! O fascynacji twórczością Erika Satiego mówi jeden z wątków powieści Jerzego Sosnowskiego Apokryf Agłai.

### Współcześnie
Utwór Gnossienne 1 na fortepian został wykorzystany w filmie The Painted Veil (Malowany Welon) w reżyserii Johna Currana (2006), w filmie Niebo nad Paryżem (Paris) w reżyserii Cédrica Klapischa (2008), w filmie Rysa Michała Rosy (tu także Gnossienne 4), a także w filmowej adaptacji powieści Agathy Christie Pięć małych świnek. Utwór Gnossienne 3 na fortepian wykorzystano w filmie Iluzija (Iluzja) w reżyserii Svetozara Ristovskiego oraz w serialu Kryminalni (Tryptyk śląski) i filmie Mr. Nobody Jaco Van Dormaela; w filmie Elegia (Elegy) w reżyserii Isabel Coixet (2008) wykorzystano Gnossienne 3 oraz Gnosienne 4.
Na cześć Erika Satiego, jedno z laboratoriów w École normale supérieure de Cachan, Laboratoire d’Electricité Signaux et Robotique (LESiR), zostało w 2002 roku przemianowane na Systèmes et Applications des Technologies de l’Information et de l’Energie (SATIE). Cachan jest miejscowością sąsiadującą z Arcueil, gdzie artysta mieszkał do śmierci.

## Media
| Gymnopedies – La 1 Ere. Lent et Douloureux |
|                                            |
| Wykonawca: Robin Alciatore                 |

| Gnossienne 1           |
|                        |
| Skomponowany ok. 1890. |

| Gnossienne 2           |
|                        |
| Skomponowany ok. 1890. |

| Gnossienne 3           |
|                        |
| Skomponowany ok. 1890. |